# Dipignano
Dipignano és un municipi italià, dins de la província de Cosenza, que limita amb els municipis de Carolei, Cosenza, Domanico, Mendicino i Paterno Calabro a la mateixa província.

## Evolució demogràfica
| Població censada al municipi de Dipignano | Població censada al municipi de Dipignano     | Població censada al municipi de Dipignano |
| ----------------------------------------- | --------------------------------------------- | ----------------------------------------- |
|                                           |                                               |                                           |
| Notes:                                    | Elaboració gràfica per part de la Viquipèdia  |                                           |
|                                           | Font: ISTAT (Institut Nacional d'Estadística) |                                           |